# Eutelsat 70B
O Eutelsat 70B (anteriormente chamado de Eutelsat W5A) é um satélite de comunicação geoestacionário europeu construído pela EADS Astrium. Ele está localizado na posição orbital de 70,5 graus de longitude leste e é de propriedade da Eutelsat, com sede em Paris. O satélite foi baseado na plataforma Eurostar-3000 e sua vida útil estimada é de 15 anos.

## História
O nome original do satélite era Eutelsat W5A, mas em 1 de março de 2012 a Eutelsat adotou uma nova designação para sua frota de satélites, todos os satélites do grupo assumiram o nome Eutelsat associada à sua posição orbital e uma letra que indica a ordem de chegada nessa posição, então o satélite foi renomeado para Eutelsat 70B.

## Lançamento
O Eutelsat 70B foi lançado com sucesso ao espaço no dia 3 de dezembro de 2012 às 20:43:59 UTC, por meio de um veículo Zenit-3SL a partir da Base de lançamento espacial da Sea Launch, a Odyssey. Ele tinha uma massa de lançamento de 5250 kg.

## Capacidade
O satélite é estabilizado em três eixos e está equipado com 48 transponders em banda Ku ativos com uma gama de serviços de telecomunicações, tais como serviços governamentais, internet de banda larga, conectividade GSM, e transmissões de vídeo profissional.

## Cobertura
O satélite pode ser recepcionado na Europa, África Central, Oriente Médio, Sudeste Asiático e Austrália.